# RSX Reality Synthesizer

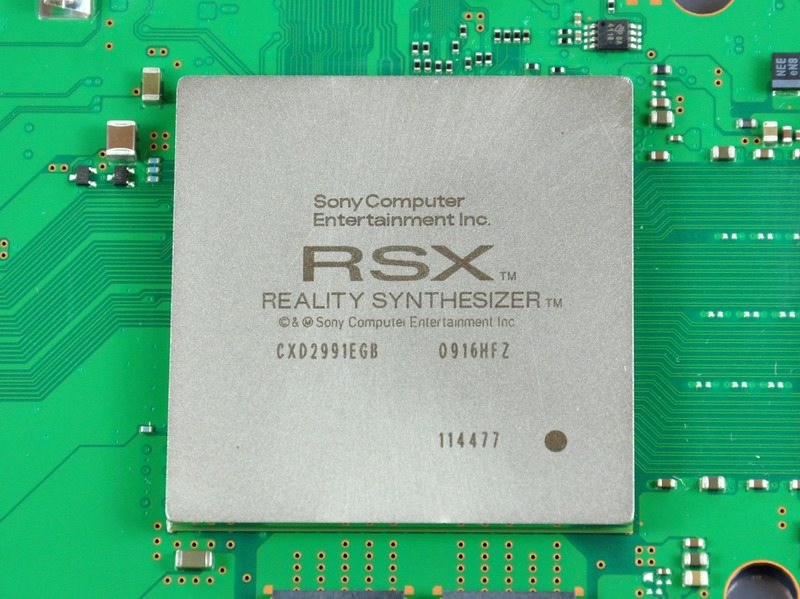
GPU-RSX 'Reality Synthesizer' creado para la PlayStation 3. 2012.

El RSX 'Sintetizador de Realidad' es una unidad de procesamiento gráfico (GPU) desarrollado en conjunto con Nvidia y Sony para PlayStation 3. Es un GPU basado en el procesador gráfico Nvidia 7800GTX, acordando con Nvidia, es un G70/G71 (antes conocido como NV47) con arquitectura híbrida y modificaciones. El GPU usa 256 MB GDDR3 RAM clockeado a 650 MHz con una efectiva transmisión para mejorar el proceso de los gráficos, el Cell Broadband Engine, el GPU de la consola también es usado para cargar gráficos computacionales.